# Alexis (strip)
Alexis is een Belgische stripreeks die begonnen is in 1986 met Denis Lapière als schrijver en Marcel Jaradin als tekenaar.

## Albums
Alle albums zijn getekend door Marcel Jaradin.
| Nummer | Titel                           | Uitgever(s)                                                        | Schrijver(s)   |
| ------ | ------------------------------- | ------------------------------------------------------------------ | -------------- |
| 1      | Het onvoorziene/Het onverwachte | Claude Lefrancq Editeur, Editions Du Miroir, Uitgeverij De Spiegel | Denis Lapière  |
| 2      | De adem van de draak            | Alpen Publishers, Claude Lefrancq Editeur                          | Denis Lapière  |
| 3      | Kay Siang                       | Claude Lefrancq Editeur                                            | Marcel Jaradin |
| 4      | Nemo                            | Claude Lefrancq Editeur                                            | Michel Oleffe  |